# إرني سان جوليان
إرني سان جوليان (بالفرنسية: Erny-Saint-Julien) هي بلدية تقع في إقليم باد كاليه من منطقة نور با دو كاليه في شمال فرنسا. تبلغ مساحة هذه المدينة 5.41 (كم²)، وترتفع عن سطح البحر 76 م، يبلغ عدد سكانها 288 نسمة حسب إحصاء المعهد الوطني للإحصاء والدراسات الاقتصادية سنة 2009 م. وترأس Jean-Claude Dupont البلدية خلال فترة (2008-2014).